# Vilobí d’Onyar
Vilobí d'Onyar – gmina w Hiszpanii, w prowincji Girona, w Katalonii, o powierzchni 32,45 km². W 2011 roku gmina liczyła 3053 mieszkańców.